# بارفي!
بارفي! (بالهندية: बर्फी!) و(بالإنجليزية: !Barfi)‏ وهو فيلم كوميدي دراما هندي تم إنتاجه عام 2012، من إخراج أنوراغ باسو وبطولة رانبير كابور، بريانكا تشوبرا وإليانا دي كروز. نال الفيلم 35 جائزة و21 ترشيح،  ويعتبر الفيلم حسب النقاد أنه من أفضل الأفلام الهندية التي مرّت عبر التاريخ. وتم وضعه على موقع قاعدة بيانات الأفلام على الإنترنت من ضمن «قائمة أفضل 250 فيلم هندي على مر التاريخ».
كلّف الفيلم ما يقارب 30 كرور روبية هندية (5٫0 مليون دولار أمريكي)، وتم افتتاح الفيلم في جميع أنحاء العالم تاريخ 14 سبتمبر 2012. حقّق الفيلم نجاحا كبيرا في شباك التذاكر، ليصبح واحد من أعلى المعدلات على الإطلاق لأفلام بوليوود عام 2012 في الهند والعالم. وهو من أعلى عشرة أفلام هندية حسب الإيرادات لعام 2012.
تم اختيار الفيلم في الهند كفيلم رسمي للترشيح لجائزة «أفضل فيلم أجنبي في حفل توزيع جوائز الأوسكار الخامس والثمانون». فاز بارفي بالعديد من الجوائز والترشيحات في مختلف حفلات توزيع الجوائز في جميع أنحاء الهند. وفي حفل جوائز فيلم فير الثامن والخمسون حصل الفيلم على ثلاثة عشر ترشيحا من بينها جائزة أفضل ممثلة لبريانكا تشوبرا وفاز بسبعة جوائز أخرى (وكان حينها أكثر من أي فيلم آخر) وفاز بأفضل فيلم وأفضل ممثل عن رانبير كابور وأفضل منتج موسيقي عن المنتج بريتام.

## القصة

### ملخص القصة
يقع بارفي الذي يعاني من إعاقة بالكلام في حب فتاة تدعى شروتي، وبالرغم من حب شروتي له أيضا إلا أنها تتزوج شابا آخر بعد ضغط عليها وبعد عدة سنوات، يلتقي بارفي بشروتي عن طريق الصدفة أثناء بحثه عن حبيبته جلميل التي وقع في حبها عندما تركته شروتي، تكون جلميل مفقودة ومصابة بمرض التوحد فتقرر شروتي مساعدة بارفي في العثور عليها وبعد ذلك تكتشف أنها لا تزال تحبه.

### القصة الكاملة

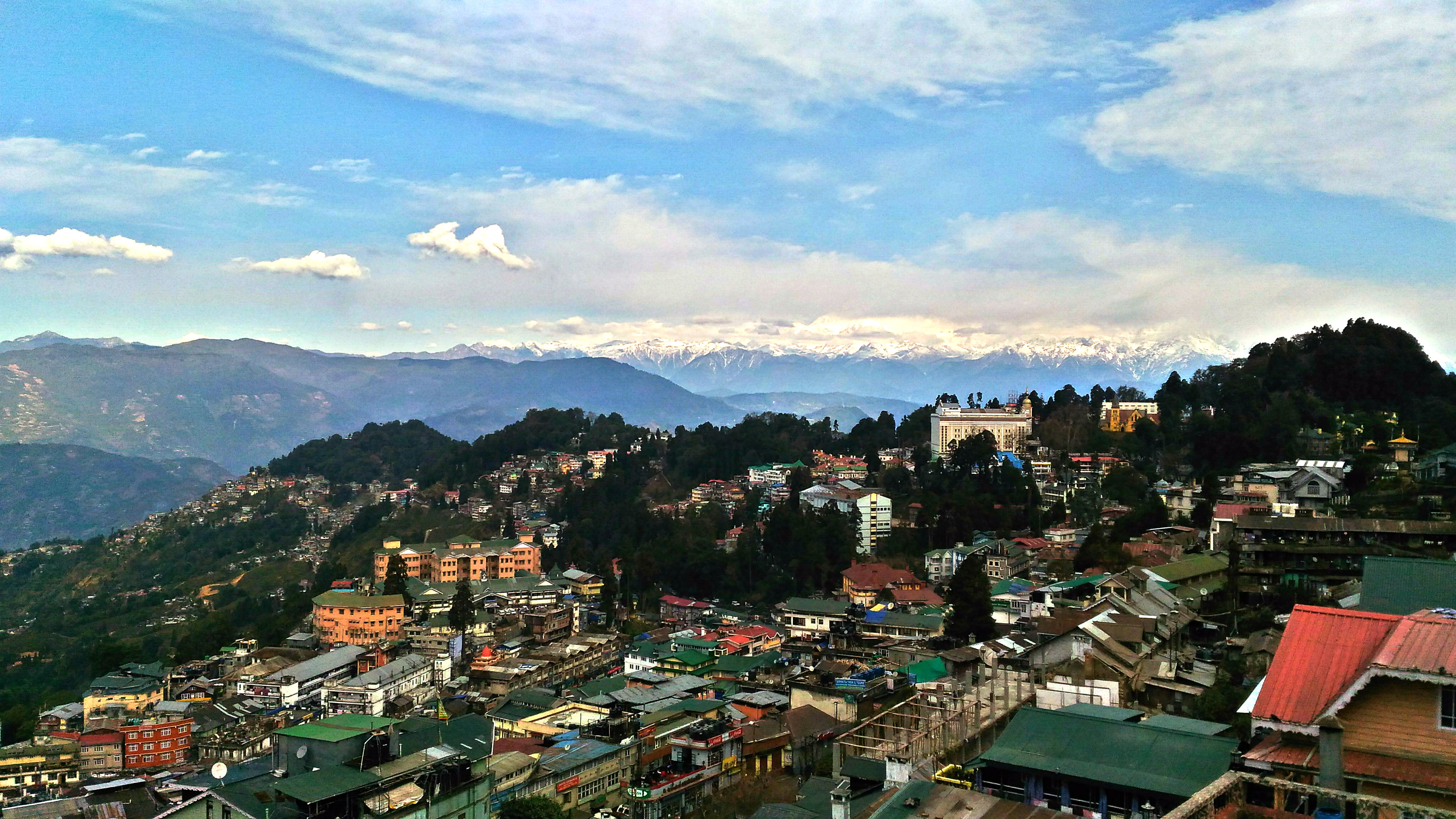
صورة لمقاطعة دارجلينغ والتي تم تصوير معظم الفيلم فيها.

مارفي «بارفي» جونسون (رانبير كابور) وهو شاب متفائل، مغامر في الشارع، ولد أخرس لا يستطيع التكلم وأطرش لا يستطيع السمع، والديه نيباليين يعيشان في دارجلينغ. ماتت والدته عند ولادتها لبارفي ورفعه والده والذي كان يعمل سائق. يُعرف بارفي بأنه مثير للمشاكل فهو يقطع أعمدة الإنارة ويلعب الخدع البصرية والعملية على الناس الأبرياء، وطوال الفيلم يطارده سودهانشو دوتا (سوراب شوكلا)، وهو ضابط شرطة محلي. بارفي يلتقي بشروتي غوش (إليانا دي كروز) والتي وصلت لتوها إلى دارجيلنغ عبر القطار وحبها بارفي من أول نظرة لها، لكنها هي مخطوبة لرانجيت سينجوبتا (جيسو سينجوبتا)، ومن المقرر أن تتزوج في غضون ثلاثة أشهر، ويضرب بارفي فوراً صداقة مع شروتي ويقنعها بحبه لها، كما أنها هي تقع في حب بارفي لكن والدتها تمنعها من متابعته لأنه لا يستطيع أن يعتني بها بسبب إعاقته وعدم قدرته على الكلام وقلة المال. تأخذ شروتي نصيحة والدتها وتتزوج وتتحرك إلى كولكاتا لتنفصل عن بارفي.

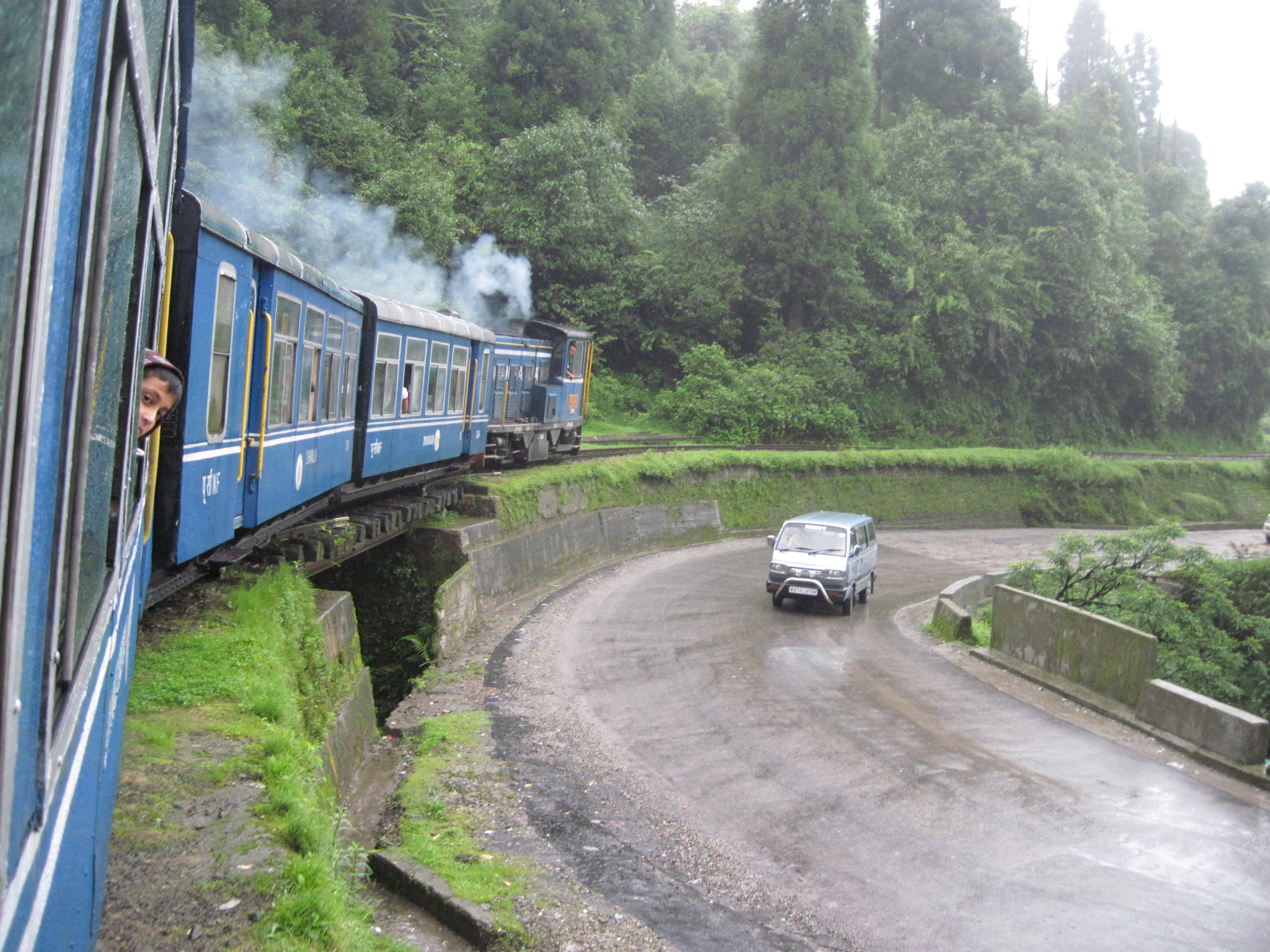
صورة القطار الذي تعرف فيه بارفي على شروتي.

في هذه الأثناء يصاب والد بارفي بمرض ويجب على بارفي أن يجمع المال بطريقة ما من أجل معاملته. بعد محاولة فاشلة لسرقة أحد البنوك المحلية، حاول بارفي خطف جهيلميل شاترجي (بريانكا تشوبرا) للحصول على فدية فهي مصابة بمرض التوحد لكن والدها رجل بارز في المنطقة وجدها ثري جدا. يخفيها في شقته ويصبح في دوامة مطاردة مع الشرطة. يجمع بارفي الفدية لكنه يجد أن والده قد مات أثناء سداده. يكره بارفي المنطقة ويحاول أن يغادر المنطقة ويترك جهيلميل في القرية مع والدها وجدها لرعايتها، لكنها ترفض أن تتركه، وسرعان ما تنتقل معه إلى كولكاتا، حيث يتولّى بارفي مسؤولية جهيلميل ويعتني بها.
بعد ست سنوات يلتقى بارفي وشروتي بالصدفة. وتكون شروتي غير راضية عن زواجها، وهي وبارفي يعيدان صداقتهما إلى حد كبير، مما يثير استياء جهيلميل والتي تختفي بعد ذلك، مما يسبب غضب بارفي من شروتي ويتركها ويعود إلى دارجيلنغ، تتعرف شرطة دارجيلنغ على التقرير وتستأنف سعيها إلى بارفي وتعتقله. وبينما يجري استجوابه يجري طلب فدية آخر على جايميل، ويبدو أنها قُتلت في عملية التبادل، رغم أن جسدها لم يعثر عليه قط. من أجل إنهاء القضية تحاول الشرطة التآمر على بارفي وتتهمه بقتل جهيلميل رغم معرفتها بأنه بريء. الشرطي سودهانشو دوتا والذي كان مولعا بسبب التآمر على بارفي بعد التحقيق معه، يطلب من شروتي أن تهرب بارفي ليهربا بعيدا، مما يمنحه فرصة ثانية في الحياة، ويوافق بارفي وبالفعل يستطيع الهرب.
يتأثر بارفي بشدة لخسارة جهيلميل ويجد العيش مع شروتي غير مستحق، ويأخذ شروتي للبحث عنها. وبعدها يجدوا أن جهيلميل ما زالت على قيد الحياة، وأن كلا من عمليات الاختطاف تم تفصيلها من قبل والدها حتى يتمكن من اختلاس الأموال من صندوق جهيلميل الاستئماني. وفي المحاولة الثانية قاموا بتزييف وفاتها حتى تتمكن من العودة إلى دار الرعاية الخاصة بها، بعيداً عن والدتها الكحولية. بارفي يجتمع مع جهيلميل ويتزوجان، في حين أن شروتي تقضي بقية أيامها وحدها، تتأسف لفقدان فرصتها في أن تكون مع بارفي.
بعد عدة سنوات يظهر بارفي مصاباً بمرض خطير في مستشفى وقريب من الموت. وتصل جهيلميل إلى المستشفى وتجلس مع بارفي في سريره بالمستشفى بينما تروي شروتي أن الاثنين ماتا بسلام معًا، ولا يريدان ترك بعضهما البعض في الحياة أو الموت. يختتم الفيلم عرض الأيام السعيدة من بارفي وجهيلميل.

## طاقم العمل
- تمثيل:

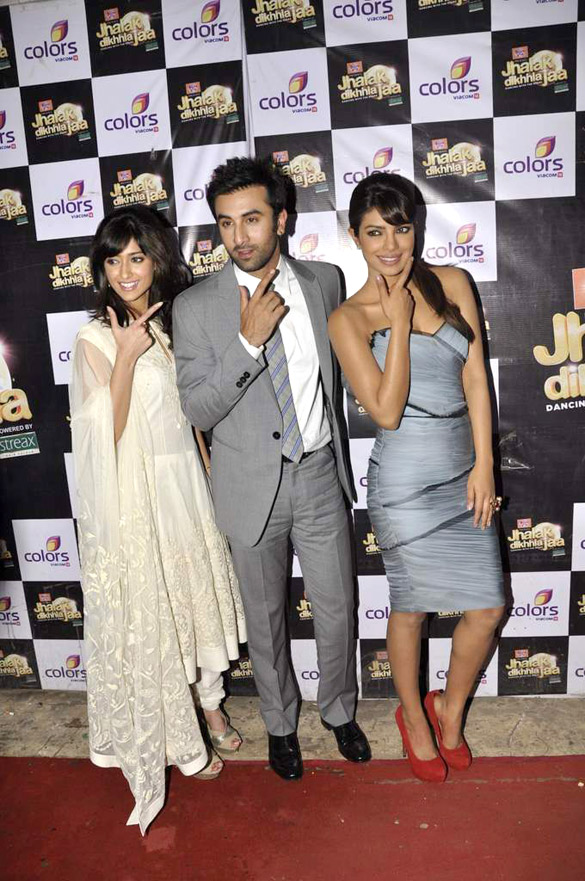
صورة لأبطال الفيلم في مهرجان لترويج الفيلم تاريخ 12 سبتمبر / أيلول 2012. من اليمين إلى اليسار: بريانكا تشوبرا، رانبير كابور وإليانا دي كروز.

  - رانبير كابور بدور مارفي «بارفي» باهادور
  - بريانكا تشوبرا بدور جهيلميل دورجاي شاترجي
  - إليانا دي كروز بدور شروتي سينجوبتا
  - سوراب شوكلا بدور المفتش سودهانشو دوتا
  - روبا جانجولي بدور «والدة شروتي»
  - أكاش خورانا بدور جانغ باهادور «والد بارفي»
  - اشيش فيديارثي بدور دورجاي شاترجي «والد جهيلميل»
  - سومونا شاكرافرني بدور «صديقة شروتي»
  - هارادان باندوبادياي بدور دادو
  - آرون بالي بدور «جد جهيلميل»
  - أوداي تيكيكار بدور «والد شروتي»
  - جيسو سينجوبتا في ظهور خاص بدور رانجيت سينجوبتا
  - بهالاراج ساكاكوتا بدور «صديق بارفي»
- تأليف:
  - تاني باسو (سيناريو)
  - أنوراغ باسو (سيناريو)
- إخراج:
  - أنوراغ باسو (مخرج)
- تصوير:
  - رافي فارمان (مدير التصوير)
- مونتاج:
  - اكيف علي (مونتير)
- إنتاج:
  - روني سكروفالا (منتج)
  - سيدهارث روي كابور (منتج)
- موسيقى:
  - بريتام تشاكرابورتي (مؤلف الموسيقى)

## الإنتاج

### إنشاء الفيلم
| "حاولت أن أجعل زمن السيناريو يسير على شكل خطي، لكن بارفي قصته بسيطة للغاية. إذا كنت قد حافظت على السرد الخطي كنت لفقدت جمهوري. أعتقد أنني لو أزلت السرد الغير الخطي فلن يتم التمتع بالفيلم، وأعلم أن المشاهدين الهنود يتعرضون للانزعاج بسبب الروايات الغير الخطية. لقد كتبت بارفي بشكل مستقيم، ولكنه كان ممل بهذه الطريقة." |
| —أنوراغ باسو |

أثناء إنتاجه لفيلمه السابق كايتس (2010) كتب المخرج أنوراغ باسو قصة قصيرة مكونة من صفحتين وتم تطويرها لاحقًا لنص تحت عنوان بارفي!. كان سيناريو الفيلم الذي كتبه باسو يتناوب بين فترتين زمنيتين، واستبقى الهيكل السردي الغير خطي. وقال إن السيناريو يتطلب مدة زمنية تمتد 30 عامًا لنمو حب الشخصيات، وبالتالي تم تعيين بداية الفيلم في السبعينيات.
أكد أنوراغ باسو في يونيو 2010 أن فيلمه سيعرض ثلاثة أدوار رئيسية، وهو رجل أصم وأبكم، وفتاة ذات إعاقة ذهنية، والراوي. ذكرت تقارير إعلامية أن القصة كانت قاتمة أو مظلمة. ومع ذلك ذكر باسو أنه على العكس وان الفيلم سعيدًا. أشاد باسو بمشاهد من تشارلي تشابلن وباستر كيتون ومشاهد مستوحاة من عصر السينما الصامتة واستعمال الكوميديا الجسدية في الفيلم بما في ذلك أجزاء صامتة.

### التمثيل
رانبير كابور كان الاختيار الأول للمخرج أنوراغ باسو وكاترينا كيف كانت الخيار الأول لدور الراوي. في مارس 2010 ذكرت صحيفة «تايمز أوف إينديا» أن رانبير كابور وكاترينا كيف سيلعبا أدوارًا رئيسية في فيلم اسمه «خاموشي» وتغير لاحقًا إلى «سايلنس». أراد باسو وضع فتاة جديدة من كولكاتا لشخصية التوحّد. واقترحت تاني وهي زوجة باسو ليجعل تشوبرا تلعب الدور. ومع ذلك خشي باسو أن الجمهور سيشاهد «بريانكا تشوبرا» بدور لا يليق بنجوميتها. أوضح باسو «لدي الخوف من أن أرى بريانكا تشوبرا في الشخصية ودور جهيلميل لن يعمل لها، وقد حدث هذا في العديد من الأفلام التي أساءت الوجوه المعروفة إلى دور الشخصية.» كانت بريانكا تشوبرا تلعب دورها ولم يتم الإعلان عنه حيث أراد باسو عقد ورشة عمل أولاً لرؤية كيف ستسير الأمور. بعد ثلاثة أيام من ورشة العمل كان باسو مقتنعا بأن تشوبرا يمكن أن تلعب دور التوحد ويعكس أنه سعيد لأنه اختار تشوبرا للدور. في وقت لاحق كشف باسو أنه لم تقترب أي ممثلة لدور التوحد غير تشوبرا. بعد أن تم تصوير تشوبرا في الفيلم غادرت كاترينا كيف المشروع لأسباب غير معروفة. ذكرت وسائل الإعلام أنها قد تركت الفيلم لأن تشوبرا أعطيت دورا أقوى. في وقت لاحق ذكرت وسائل الإعلام أن أسين اقتربت للعب دور الراوي لتحل محل كيف. ومع ذلك لم تكن أسين قد وقعت على المشروع. ذكرت وسائل الإعلام لم تريد أي ممثلة أخرى التوقيع على الفيلم لأنه وفقا لهم كانت شخصية التوحد أقوى. في يوليو 2010 أفادت صحيفة مومباي ميرور أن تشوبرا مستعدة للعب دور الراوي وترك دور التوحد، بحيث يمكن تمثيل ممثلة أخرى في الفيلم؛ لم تكن تشوبرا تريد أن يتوقف الفيلم. وأكد باسو هذا وقال: «أننا لم نتمكن من الإدلاء بالدور الآخر.» بعد مواجهة العديد من مشاكل التمثيل، اختار باسو أن يلقي وجهًا جديدًا تمامًا للعب دور المرأة الثاني. في أوائل ديسمبر 2010 تم الانتهاء من إعداد إليانا دي كروز من الأفلام الهندية الجنوبية من أجل تأدية دور الأنثى الثاني والتي تمثل دور الراوي والحب الأول لكابور في الفيلم.

### الشخصيات
لعب رانبير كابور دور رجل أصم وأبكم في الفيلم، ووفقا لكابور فقد استلهم من أساطير الشاشة مثل روبيرتو بينيني، وتشارلي شابلن وجده راج كابور. نظرًا للإعاقة الجسدية لبطل الرواية، قام ببعض الأنماط السلوكية في الفيلم ولم يرغب باسو في استخدام أي لغة إشارة. وصف كابور شخصيته كرجل عادي، سعيد الحظ وجيد القلب.
لعبت بريانكا تشوبرا دور جهيلميل. وصف باسو دور تشوبرا بأنه «الأصعب» في الفيلم. من أجل التحضير لهذا الدور زارت تشوبرا العديد من المؤسسات العقلية وقضت بعض الوقت مع أشخاص مصابين بالتوحد. وقالت إنها اضطرت إلى البحث قليلاً عن هذا الدور لأن الوعي بالتوحد في الهند منخفض للغاية. قالت تشوبرا بأنها اضطرت إلى التخلي عن بطولة العديد من الأفلام الهندية دون أن تفكر في ذلك لتلعب دور جهيلميل في الفيلم. وأوضحت أنها تحتاج دائما إلى لحظتين لتصبح جهيلميل لأنها لم تستطيع التمييز بين شخصيتها بسبب الاختلاف بين فكرها وسلوكها.
إليانا دي كروز والتي كانت بدور «شروتي» وهي الراوية والحب الأول للبطل، وهو دور حساس جدا للعب كما تذهب إلى مراحل مختلفة في الفيلم. وفقا لباسو بعد كابور وتشوبرا وإليانا تعتبر شخصية المفتش دوتا الأكثر أهمية، ووصف باسو الدور بأنه شخصية «مذهلة»، ويجعل الآخرين يبكون عندما يضحكون.

### التصوير
بدأ التصوير الرئيسي للفيلم في مارس 2011، وتم تصوير الفيلم بين يونيو 2011 وفبراير 2012. معظم التصوير كان في دارجلينغ. في مارس 2011 زار باسو مدينة كولكاتا لإنهاء التصوير في بعض المواقع داخل المدينة. بدأ التصوير في مومباي في 20 مارس 2011 واستمر حتى مايو 2011. في يونيو 2011 أنطلق فريق الممثلين وطاقم التصوير إلى دارجلينغ. في ديسمبر 2011 تم تصوير بعض المشاهد في ضواحي كويمباتور. تم تصوير المشاهد التي تمت فيها مطاردة كابور من قبل رجال الشرطة على أسطح المنازل في كالكوتا في نهاية يناير 2012. اكتمل التصوير بحلول شهر أبريل من عام 2012 باستثناء بعض المشاهد التي تضم تشوبرا. أجل المنتجون الإصدار من 13 يوليو إلى 31 أغسطس 2012 حيث تم إلغاء جدول التصوير في سبتمبر 2011 وكان يتم انتظار السماح بتكملة التصوير. ومع ذلك بدأ باسو العمل على أقسام دبلجة إليانا بحلول نهاية أبريل 2012، لأن إليانا لم تكن على دراية باللغة الهندية وكانت تريد أن تتعلمها أثناء التصوير.

## الموسيقى
قام بريتام بتأليف الموسيقى وانتاج خلفية للفيلم، وكتب سواناند كيركاي، وأشيش بانديت، ونيليش ميسرا وسيد قدري كلمات الأغاني. يحتوي الألبوم على مسار الصوت ستة أغانٍ أصلية. وقد أثرت الموسيقى البرازيلية بوسا نوفا بموسيقى الفيلم. كان من المفترض أن تغني بريانكا تشوبرا أغنية الفيلم، لكن عقدها مع يونيفرسال ميوزيك منعها من الحصول على العرض. يحتوي ألبوم مسار الصوت أيضًا على أغنية بعنوان "Fatafati" والتي غنى بها بريتام ولكن لم يتم استخدامها في الفيلم، ولكن تم إصدارها كأغنية ترويجية على اليوتيوب في 10 أيلول 2012 باستخدام فيديو يحتوي على لقطات من وراء الكواليس. هناك بعض الأغاني الإضافية غنى بها رانبير كابور. أغنية "Fatafati" لديها أيضا بعض الكلمات البنغالية كتبها أميتاب باتاتشاريا.
| #   | عنوان                       | المدة |
| --- | --------------------------- | ----- |
| 1.  | "Ala Barfi"                 | 5:19  |
| 2.  | "Main Kya Karoon"           | 4:30  |
| 3.  | "Kyon"                      | 4:26  |
| 4.  | "Phir Le Aya Dil"           | 5:05  |
| 5.  | "Aashiyan"                  | 3:56  |
| 6.  | "Saawali Si Raat"           | 5:08  |
| 7.  | "Ala Barfi (Reprise)"       | 5:41  |
| 8.  | "Phir Le Aya Dil (Reprise)" | 4:45  |
| 9.  | "Phir Le Aya Dil (Redux)"   | 5:03  |
| 10. | "Aashiyan (Solo)"           | 4:08  |
| 11. | "Fataafati"                 | 3:46  |

تلقت موسيقى بارفي! ردود فعل إيجابية من قبل النقاد. صنفت هندوستان تايمز ألبوم أغاني الفيلم 4.5 من 5 نجوم. نجح بريتام في أغاني الفيلم، ولكن أغانيه في فيلم الحياة في... مترو كسرت الرتابة في صوته، حيث لا توجد أرقام حركات أو ريمكس في بارفي، ولكن البساطة جعلت هذا الألبوم فائزًا. أعطى موقع كيومي الألبوم 4.5 من 5 نجوم وذكر: "بكلمات بسيطة، بارفي! هو موسيقى ممتازة من جميع النواحي، ونادراً ما يحصل المرء على سماع ألبوم حيث يمكنك سماع مقطوعة صوتية كاملة دون تخطي بعض المقاطع، هذا واحد منهم، فقط، استمتع باللعب، استمتع بالموسيقى وعالم بارفي!". قام جوغيندر توتيجا من بوليوود هانجاما بتصنيف الألبوم 3.5 من 5 نجوم وذكر أن موسيقى بارفي! هادئة وجيدة جداً وسهلة وواحدة من أفضل إبداعات بريتام. لقد أعاد ابتكار نفسه مع هذا الألبوم والذي يتحدى جميع معايير أغاني بوليوود ويفتخر بصوت خاص منها."

## التسويق والإصدار
تم إطلاق المقطع الدعائي الرسمي للفيلم في 2 يوليو 2012 وضم جميع الممثلين. لم يتضمن أي حوار وكان يصور الكوميديا من خلال الإيماءات والإجراءات، وكان استقباله جيدًا من قبل النقاد والجمهور. تم الحفاظ على سرية شخصية تشوبرا في الإعلان لأن صانعيها لم يكونوا راغبين في الكشف عن شخصيتها لزيادة الفضول بين الجماهير، ولم يتم الكشف عنها إلا عند إطلاق الفيلم. أوضحت المديرة التنفيذية للفيلم شيخا كابور ليو تي في مويشن بيكتشرز أن «بريانكا تلعب دورًا مميزًا للغاية في بارفي!، لذا نريد أن نحافظ على سرية شخصيتها. في المقطع الأول سيُكشف النقاب عن شخصية بارفي. ونحن لا نخطط الكشف عن بريانكا حتى يصدر الفيلم».

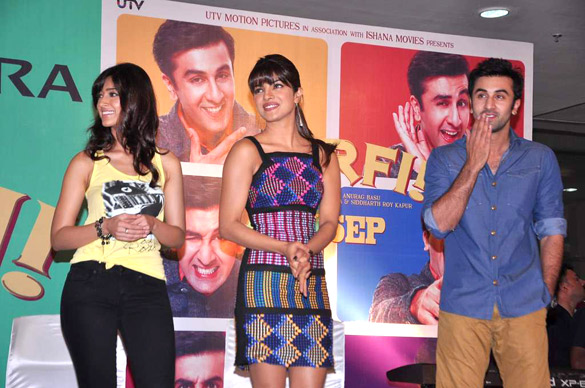
إليانا دي كروز، بريانكا تشوبرا ورانبير كابور في الحدث الترويجي للفيلم.

أنشأت يو تي في مويشن بيكتشرز تطبيق على يوتيوب باسم نكهة بارفي
(بالإنجليزية: The Flavor of Barfi)‏ والذي صمم لتسويق الفيلم. كشف التطبيق ملامح شخصيته رانبير كابور في الفيلم وسمح للمستخدمين بكتابة أداء شخصية كابور. تم الترويج للفيلم في مدن مختلفة في جميع أنحاء الهند. أثناء الترويج للفيلم في فينكس مول، بنغالور اخترقت الحشود الحاجز.
تم إصدار بارفي! في 14 سبتمبر 2012 على 1300 شاشة في 700 مسرح في الهند. أصدرت شركة ريليانس إنترتيمنت بارفي! على شكل دي في دي وبلو راي في منتصف نوفمبر 2012 على جميع المناطق. يحتوي قرص الدي في دي وأقراص البلو راي على محتوى إضافي بما في ذلك مشاهد خلف الكواليس ومشاهد محذوفة. تم إصدار قرص الفيديو المضغوط في نفس الوقت. تم شراء الحق الحصري لبث الفيلم من قبل زي للمشاريع الترفيهية ويو تي في، وتتضمن الصفقة حقوق العرض الأولية للفيلم إلى جانب العديد من منتجات يو تي في الأخرى. الحقوق لمدة سبع سنوات تتألف من العرض الأول (لكلتا القناتين) للفيلم. سيكون لدى زي نيتوورك عمليات تشغيل متعددة بينما تحدد يو تي في حقوق التشغيل. لم تكشف شركة الإنتاج سعر الصفقة.

### خلافات
في 12 سبتمبر 2012 زعمت شركة ميرفي راديو البريطانية أن شعارها التجاري ميرفي بيبي من إعلاناتها المطبوعة في السبعينيات قد استخدم في بارفي! بدون إذن. قال المنتج سيدهارث روي كابور إنه تلقى إشعارًا قانونيًا من مورفي ولكنه قال إنه لا يوجد أي خطأ في النية، حيث أن العلامة التجارية المعنية قد تم عرضها في «ضوء إيجابي للغاية».
بعد إطلاق الفيلم اتهم العديد من المدونين ومستخدمي مواقع التواصل الاجتماعي من تويتر، وفيسبوك ويوتيوب المخرج بالسرقة الأدبية. وزعمت وسائل الإعلام أن باسو لم يحاول أن يعزو المصادر الأصلية. تم نشر مقاطع فيديو على اليوتيوب يتم فيها مقارنة بارفي! بأفلام قديمة لبيان التشابه ومحاولة التقليد، مثل: كابس، والمغامر، وأضواء المدينة، ولنغني تحت المطر ودفتر الملاحظات. كما اتهموا مدير الموسيقى بريتام بنسخ الموسيقى الخلفية من الفيلم الفرنسي أميلي.
دافع باسو عن الفيلم بقوله أنه استلهم من هذه الأعمال وأن بارفي! يحتوي على وقصة أصلية وسيناريو وشخصيات ومواقف. قال إنه كان يقوم بهذا بدافع التكريم لكايتون وشابلن. انتقد اختيار بارفي! لأفضل فيلم بلغة أجنبية بسبب الانتحال، لكن رئيس لجنة اختيار الاوسكار مانجو بوره دافع عن الفيلم بقوله: "بارفي! يستحق أن يتم إرساله إلى الخارج. كان الاختيار عملية مفتوحة للغاية مع ثلاثة إلى أربعة جولات من المناقشات الشديدة ونزل إلى أفضل فيلم من الثلاثة النهائية.

## الاستقبال

### الهند

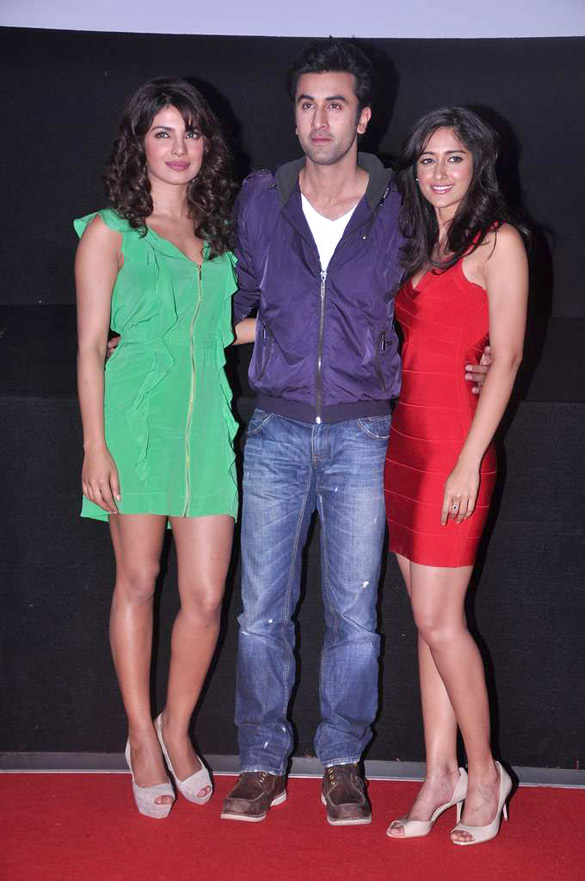
صورة لبيريانكا شوبرا ورانبير كابور وإيليانا دي كروز بعد أن تلقوا إشادة واسعة لأدائهم.

تلقى الفيلم اشادة من النقاد حيث أشاد النقاد بالأداء، والاتجاه، والسيناريو، والتصوير السينمائي، والموسيقى، والتصوير الإيجابي للأشخاص المعاقين جسديًا. أعطت زي نيوز الفيلم 5 من أصل 5 نجوم وقالت: "في كل شيء، فيلم أنوراغ باسو بارفي! هو علاج رائع مثالي لجمهوره. كما لو تمت مناقشته، السينمائيين الذين كانوا يصورون المعاقين بشكل ممل يجب أن ياخدوا درساً من بارفي!". أعطى مادهيرييتا موخرجي من صحيفة ذا تايمز أوف إنديا الفيلم 4/5 وقال: "رانبير في أكثر أداء مميز في تاربخ مهنته يترك لنا 'تحديا'. دون استخدام العكازات التقليدية لعلامات الجذب، والأجسام العارية وغيرها من "العناصر"؛ انه يذهلك في كل جانب من جوانب الفيلم. بالنسبة إلى بريانكا، هناك كلمة واحدة فقط، برافو! في الدور الذي تحتاج فيه إلى التخفيف من إيحائات الشخصية، تقوم بذلك ببراعة (أداء لا يصدق)." روشني ديفي من صحيفة كيومي، قال: "بارفي! يترك لك هذا الشعور الدافئ والمحبوب السحري مع بعض الدموع لتتطابق. إنها حقًا
يستحق المشاهدة" وأعطته 3.5 من 5 نجوم. أعطى تاران أدارش من بوليوود هانجاما الفيلم 4 من 5 نجوم، وقال: "بارفي مثل نفحة من الهواء النقي. إن نصرته الأولى هي أنه يتركك بعواطف قوية: السعادة!". صحيفة  الأخبار الهندو-آسيوية أعطت الفيلم 4 من أصل 5 نجوم وقالت: "بارفي! يأتي أقرب إلى كونه تحفة فنية حديثة ممكنة من الناحية السينمائية. إذا تم تخطيه ستكون جريمة. واعتناقه هو غناء سامي". صنف انيرودها جوها من صحيفة دايلي نيوز وآنالايزيس الفيلم 4 من 5، وعلق أن الفيلم "يجذبك على المستوى الشخصي"، وأضاف أن "بارفي! لا يمكن تفويته. إنه يتطلب الصبر ولكن النهاية لا تصدق".
قال براتيم جوبتا من صحيفة التلغراف، "أن تألق بارفي! ليس بسبب القصة بل لأنه سرد قصصي. فكرة من مخرج يلعب في قمة لعبته وينظم موهبة رائعة وهي في تطور باهر. فقط شخص واحد أظهر أن باب الموت يمكن أن يفتح النوافذ إلى الحياة مثل هذا." فيلم فير أعطى الفيلم 4 من أصل 5 نجوم وذكر،" بارفي! هو ذلك الفيلم النادر الذي يمكن أن يجعلك تبتسم وتبكي في نفس المشهد. تفوقه التقني كان من خلال تعقيده وعمقه العاطفي. أضافت موسيقى بريتام سحرًا جميلاً في العصر الصامت إلى هذه القصة الرائعة بالفعل، مما جعله مناسب عندما تكون الكلمات ببساطة غير كافية. أعطى راجا سين من صحيفة ريديف.كوم 3.5 من أصل 5 نجوم وكتب، "بارفي! هو نص متقن الصنع مع رواية متقنة مثيرة للفضول، ولكن كل ذلك يتجه جنوبا نحو النهاية."
أعطت أنوباما شوبرا لهندوستان تايمز 3 من 5 نجوم وكتبت: "فيلم مصنوع من الحب، مدعوم بمقالات رائعة محفورة، وأداء رانبير كابور الهائل وموسيقى تصويرية رائعة من قبل بريتام. ومع ذلك، بالنسبة لي، كان بارفي تجربة محبطة بشكل فريد، حيث كان هناك الكثير مما يعجبه، لكن الفيلم لم يكن أكثر من مجموعة أجزاء". أعطى راجيف ماساند من سي ان ان-أي بي ان ثلاثة من أصل 5 نجوم، وقال: "كان بارفي يملك القدرة على أن يكون من السينما رائعة، ولكنه يمثل فيلماً محترماً لا يزال أفضل من الكثير الذي قد تراه." على العكس من ذلك شعر نامراتا جوشي من برنامج اوت لوك بأن "الفلاش باك في الرواية مهم وبدونه لحصلنا على غير متقن وغير بارع والإثارة التي لا معنى لها على الإطلاق [....] أما في الفلاش باك تصميم الفيلم رائع، كما أنه يشعر بالبهجة والإرتياح.

## الجوائز
تلقى الفيلم 35 جائزة و21 ترشيح:

### جوائز فيلم فير
| السنة | الجائزة                       | المستلم                                                   | النتيجة | المرجع               |
| ----- | ----------------------------- | --------------------------------------------------------- | ------- | -------------------- |
| 2013  | أفضل ممثل                     | رانبير كابور                                              | فوز     | [ 69 ] [ 70 ] [ 71 ] |
| 2013  | أفضل ممثلة                    | بريانكا تشوبرا                                            | رُشِّح     | [ 69 ] [ 70 ] [ 71 ] |
| 2013  | أفضل فيلم                     | سيدهارث روي كابور، وروني سكروفالا ويو تي في مويشن بيكتشرز | فوز     | [ 69 ] [ 70 ] [ 71 ] |
| 2013  | أفضل مدير موسيقى              | بريتام تشاكرابورتي                                        | فوز     | [ 69 ] [ 70 ] [ 71 ] |
| 2013  | أفضل خلفية                    | بريتام تشاكرابورتي                                        | فوز     | [ 69 ] [ 70 ] [ 71 ] |
| 2013  | أفضل مخرج                     | أنوراغ باسو                                               | رُشِّح     | [ 69 ] [ 70 ] [ 71 ] |
| 2013  | أفضل ممثلة في أول ظهور لها    | إليانا دي كروز                                            | فوز     | [ 69 ] [ 70 ] [ 71 ] |
| 2013  | أفضل ممثلة في دور ثانوي       | إليانا دي كروز                                            | رُشِّح     | [ 69 ] [ 70 ] [ 71 ] |
| 2013  | أفضل كاتب أغاني               | سواناند كيركير عن أغنية "Aashiyaan"                       | رُشِّح     | [ 69 ] [ 70 ] [ 71 ] |
| 2013  | أفضل مغني                     | موهيت تشاوهان عن أغنية "Ala Barfi"                        | رُشِّح     | [ 69 ] [ 70 ] [ 71 ] |
| 2013  | أفضل مغني                     | نيخيل جورج "Main Kya Karoon"                              | رُشِّح     | [ 69 ] [ 70 ] [ 71 ] |
| 2013  | أفضل إشراف فني                | راجات بودار                                               | فوز     | [ 69 ] [ 70 ] [ 71 ] |
| 2013  | سوني في المجال الإعلامي للسنة | بارفي!                                                    | فوز     | [ 69 ] [ 70 ] [ 71 ] |

### جوائز الأكاديمية الدولية للفيلم الهندي
| السنة | الجائزة             | المستلم                                                    | النتيجة | المرجع                      |
| ----- | ------------------- | ---------------------------------------------------------- | ------- | --------------------------- |
| 2013  | أفضل فيلم           | بارفي!                                                     | فوز     | [ 69 ] [ 72 ] [ 73 ] [ 74 ] |
| 2013  | أفضل مخرج           | أنوراغ باسو                                                | فوز     | [ 69 ] [ 72 ] [ 73 ] [ 74 ] |
| 2013  | أفضل ممثل           | رانبير كابور                                               | فوز     | [ 69 ] [ 72 ] [ 73 ] [ 74 ] |
| 2013  | أفضل ممثلة          | بريانكا تشوبرا                                             | رُشِّح     | [ 69 ] [ 72 ] [ 73 ] [ 74 ] |
| 2013  | أفضل ممثل مساعد     | سوراب شوكلا                                                | رُشِّح     | [ 69 ] [ 72 ] [ 73 ] [ 74 ] |
| 2013  | أفضل منتج موسيقى    | بريتام                                                     | فوز     | [ 69 ] [ 72 ] [ 73 ] [ 74 ] |
| 2013  | أفضل قصة            | أنوراغ باسو وتاني باسو                                     | فوز     | [ 69 ] [ 72 ] [ 73 ] [ 74 ] |
| 2013  | أفضل سيناريو        | أنوراغ باسو وتاني باسو                                     | فوز     | [ 69 ] [ 72 ] [ 73 ] [ 74 ] |
| 2013  | أفضل كاتب أغاني     | سيد قادري عن أغنية "Phir Le Aya Dil (Reprise)"             | رُشِّح     | [ 69 ] [ 72 ] [ 73 ] [ 74 ] |
| 2013  | أفضل كاتب أغاني     | ساواناند كيركيري عن أغنية "Aashiyan (Solo)" & "Ala Barfi") | رُشِّح     | [ 69 ] [ 72 ] [ 73 ] [ 74 ] |
| 2013  | أفضل مغني بلاي باك  | نيخيل باول جورج عن أغنيتا "Main Kya Karoon" و"Aashiyan"    | رُشِّح     | [ 69 ] [ 72 ] [ 73 ] [ 74 ] |
| 2013  | أفضل مغنية بلاي باك | رخا بهاورادج عن أغنية "Phir Le Aya Dil"                    | رُشِّح     | [ 69 ] [ 72 ] [ 73 ] [ 74 ] |
| 2013  | أفضل مغنية بلاي باك | شريا غوشال عن أغنية "Aashiyan (Duet)"                      | رُشِّح     | [ 69 ] [ 72 ] [ 73 ] [ 74 ] |
| 2013  | أفضل تصوير سينمائي  | رافي فارمان                                                | فوز     | [ 69 ] [ 72 ] [ 73 ] [ 74 ] |
| 2013  | أفضل إخراج فني      | راجات بودار                                                | فوز     | [ 69 ] [ 72 ] [ 73 ] [ 74 ] |
| 2013  | أفضل تصميم موسيقى   | شجيث كويري                                                 | فوز     | [ 69 ] [ 72 ] [ 73 ] [ 74 ] |
| 2013  | أفضل تسجيل موسيقى   | إريك بيلاي                                                 | فوز     | [ 69 ] [ 72 ] [ 73 ] [ 74 ] |
| 2013  | أفضل إصلاح          | ديبجيت تشانجماي                                            | فوز     | [ 69 ] [ 72 ] [ 73 ] [ 74 ] |
| 2013  | أفضل خلفية          | بريتام                                                     | فوز     | [ 69 ] [ 72 ] [ 73 ] [ 74 ] |
| 2013  | أفضل تصميم          | أكي نورولا وشيفالينا                                       | فوز     | [ 69 ] [ 72 ] [ 73 ] [ 74 ] |
| 2013  | أفضل مكياج          | أوداي سيرالي                                               | فوز     | [ 69 ] [ 72 ] [ 73 ] [ 74 ] |

### جوائز السينما الآسيوية
| السنة | الجائزة   | المستلم | النتيجة | المرجع        |
| ----- | --------- | ------- | ------- | ------------- |
| 2013  | أفضل ملحن | بريتام  | فوز     | [ 75 ] [ 76 ] |

### جوائز زي سيني
| السنة | الجائزة                | المستلم                            | النتيجة | المرجع               |
| ----- | ---------------------- | ---------------------------------- | ------- | -------------------- |
| 2013  | أفضل ممثل              | رانبير كابور                       | فوز     | [ 69 ] [ 77 ] [ 78 ] |
| 2013  | أفضل ممثل (حسب النقاد) | رانبير كابور                       | فوز     | [ 69 ] [ 77 ] [ 78 ] |
| 2013  | أفضل ممثلة             | بريانكا تشوبرا                     | فوز     | [ 69 ] [ 77 ] [ 78 ] |
| 2013  | أفضل مخرج              | أنوراغ باسو                        | فوز     | [ 69 ] [ 77 ] [ 78 ] |
| 2013  | أفضل سيناريو           | أنوراغ باسو                        | رُشِّح     | [ 69 ] [ 77 ] [ 78 ] |
| 2013  | أفضل قصة               | أنوراغ باسو                        | رُشِّح     | [ 69 ] [ 77 ] [ 78 ] |
| 2013  | أفضل فيلم              | أنوراغ باسو                        | فوز     | [ 69 ] [ 77 ] [ 78 ] |
| 2013  | أفضل ممثلة في أول ظهور | إليانا دي كروز                     | فوز     | [ 69 ] [ 77 ] [ 78 ] |
| 2013  | أفضل تصوير سينمائي     | رافي فارمان                        | فوز     | [ 69 ] [ 77 ] [ 78 ] |
| 2013  | أفضل مصمم إنتاج        | راجات بودار                        | فوز     | [ 69 ] [ 77 ] [ 78 ] |
| 2013  | أفضل كاتب              | نيليش ميشرا عن أغنية "Kyon"        | رُشِّح     | [ 69 ] [ 77 ] [ 78 ] |
| 2013  | أفضل موسيقي            | بريتام                             | رُشِّح     | [ 69 ] [ 77 ] [ 78 ] |
| 2013  | أفضل مشغل موسيقى       | موهيت تشاوهان عن أغنية "Ala Barfi" | رُشِّح     | [ 69 ] [ 77 ] [ 78 ] |
| 2013  | جائزة البوكس أوفيس     | بارفي!                             | فوز     | [ 69 ] [ 77 ] [ 78 ] |

### جوائز نقابة منتجي أفلام والتلفزيون أبسارا
| السنة | الجائزة                   | المستلم                                   | النتيجة | المرجع               |
| ----- | ------------------------- | ----------------------------------------- | ------- | -------------------- |
| 2013  | أفضل فيلم                 | بارفي!                                    | فوز     | [ 69 ] [ 79 ] [ 80 ] |
| 2013  | أفضل مخرج                 | أنوراغ باسو                               | فوز     | [ 69 ] [ 79 ] [ 80 ] |
| 2013  | أفضل ممثل في دور البطولة  | رانبير كابور                              | فوز     | [ 69 ] [ 79 ] [ 80 ] |
| 2013  | أفضل ممثلة في دور البطولة | بريانكا تشوبرا                            | رُشِّح     | [ 69 ] [ 79 ] [ 80 ] |
| 2013  | جائزة النجمة الساطعة      | بريانكا تشوبرا                            | فوز     | [ 69 ] [ 79 ] [ 80 ] |
| 2013  | أفضل ممثل في دور مساعد    | سوراب شوكلا                               | رُشِّح     | [ 69 ] [ 79 ] [ 80 ] |
| 2013  | أفضل ممثلة في أول ظهور    | إليانا دي كروز                            | فوز     | [ 69 ] [ 79 ] [ 80 ] |
| 2013  | أفضل منتج موسيقى          | بريتام                                    | رُشِّح     | [ 69 ] [ 79 ] [ 80 ] |
| 2013  | أفضل كاتب أغاني           | سيد قادري عن أغنية "Phir Le Aya Dil"      | رُشِّح     | [ 69 ] [ 79 ] [ 80 ] |
| 2013  | أفضل مغني بلاي باك        | موهيت تشاوهان عن أغنية "Ala Barfi"        | رُشِّح     | [ 69 ] [ 79 ] [ 80 ] |
| 2013  | أفضل مغني بلاي باك        | نيخيل بول جورج عن أغنية "Main Kya Karoon" | رُشِّح     | [ 69 ] [ 79 ] [ 80 ] |
| 2013  | أفضل حوار                 | سانجيف دوتا                               | رُشِّح     | [ 69 ] [ 79 ] [ 80 ] |
| 2013  | أفضل سيناريو              | أنوراغ باسو وتاني باسو                    | رُشِّح     | [ 69 ] [ 79 ] [ 80 ] |
| 2013  | أفضل قصة                  | أنوراغ باسو وتاني باسو                    | رُشِّح     | [ 69 ] [ 79 ] [ 80 ] |
| 2013  | أفضل تصوير سينمائي        | رافي فارمان                               | فوز     | [ 69 ] [ 79 ] [ 80 ] |
| 2013  | أفضل خلط موسيقى           | ديبجيت تشانجماي                           | فوز     | [ 69 ] [ 79 ] [ 80 ] |
| 2013  | أفضل تصميم ملابس          | أكي نورولا وشيفالينا                      | فوز     | [ 69 ] [ 79 ] [ 80 ] |

### جوائز بيغ ستار للترفيه
| السنة | الجائزة                                    | المستلم                            | النتيجة | المرجع        |
| ----- | ------------------------------------------ | ---------------------------------- | ------- | ------------- |
| 2013  | الفيلم الأكثر ترفيه                        | بارفي!                             | رُشِّح     | [ 69 ] [ 81 ] |
| 2013  | المخرج الأكثر ترفيه                        | أنوراغ باسو                        | فوز     | [ 69 ] [ 81 ] |
| 2013  | أكثر ممثل ترفيه                            | رانبير كابور                       | رُشِّح     | [ 69 ] [ 81 ] |
| 2013  | أكثر ممثلة ترفيه                           | بريانكا تشوبرا                     | فوز     | [ 69 ] [ 81 ] |
| 2013  | أكثر فيلم رومانسي ترفيهي                   | بارفي!                             | فوز     | [ 69 ] [ 81 ] |
| 2013  | الممثل الأكثر تسلية في فيلم رومانسي - ذكر  | رانبير كابور                       | فوز     | [ 69 ] [ 81 ] |
| 2013  | الممثل الأكثر تسلية في فيلم رومانسي - أنثى | بريانكا تشوبرا                     | رُشِّح     | [ 69 ] [ 81 ] |
| 2013  | الممثل الأكثر تسلية في أول ظهور - أنثى     | إليانا دي كروز                     | رُشِّح     | [ 69 ] [ 81 ] |
| 2013  | أكثر موسيقى ترفيهية                        | بريتام                             | رُشِّح     | [ 69 ] [ 81 ] |
| 2013  | المغني الأكثر تسلية - ذكر                  | موهيت تشاوهان عن أغنية "Ala Barfi" | رُشِّح     | [ 69 ] [ 81 ] |

### جوائز بوليوود للأعمال
| السنة | الجائزة                             | المستلم        | النتيجة | المرجع        |
| ----- | ----------------------------------- | -------------- | ------- | ------------- |
| 2013  | أعلى إيرادات فيلم العام             | بارفي!         | رُشِّح     | [ 69 ] [ 82 ] |
| 2013  | أفضل مخرج صاعد                      | أنوراغ باسو    | رُشِّح     | [ 69 ] [ 82 ] |
| 2013  | الممثل الأكثر ربحية                 | رانبير كابور   | رُشِّح     | [ 69 ] [ 82 ] |
| 2013  | الممثلة الأكثر ربحية                | بريانكا تشوبرا | رُشِّح     | [ 69 ] [ 82 ] |
| 2013  | الممثلة الأكثر ربحية (الظهور الأول) | إليانا دي كروز | فوز     | [ 69 ] [ 82 ] |

### جوائز ليونز الذهبية الهندية
| السنة | الجائزة                      | المستلم        | النتيجة | المرجع |
| ----- | ---------------------------- | -------------- | ------- | ------ |
| 2013  | الممثلة المفضلة في دور قيادي | بريانكا تشوبرا | فوز     | [ 83 ] |

### جوائز الشاشة
| السنة | الجائزة   | المستلم                                                   | النتيجة | المرجع |
| ----- | --------- | --------------------------------------------------------- | ------- | ------ |
| 2013  | أفضل فيلم | روني سكروفالا، وسيدهارث روي كابور ويو تي في مويشن بيكتشرز | رُشِّح     | [ 69 ] |

### جوائز ستارداست
| السنة | الجائزة               | المستلم        | النتيجة | المرجع |
| ----- | --------------------- | -------------- | ------- | ------ |
| 2013  | فيلم السنة            | بارفي!         | فوز     | [ 69 ] |
| 2013  | نجمة السنة            | بريانكا تشوبرا | فوز     | [ 69 ] |
| 2013  | أفضل ممثلة بدور دراما | بريانكا تشوبرا | فوز     | [ 69 ] |

## وصلات خارجية
- بارفي! على موقع IMDb (الإنجليزية)
- بارفي! على موقع روتن توميتوز (الإنجليزية)
- بارفي! على موقع نتفليكس (الإنجليزية)
- بارفي! على موقع قاعدة بيانات الأفلام العربية
- بارفي! على موقع ألو سيني (الفرنسية)
- بارفي! على موقع أول موفي (الإنجليزية)
- بارفي! على موقع بوكس أوفيس موجو (الإنجليزية)
- بارفي! على موقع فيلمافينيتي (الإسبانية)
- بارفي! على موقع قاعدة بيانات الفيلم (الإنجليزية)
- بارفي! على موقع ليتربوكسد (الإنجليزية)